# じゃあね…
「じゃあね…」は、日本のシンガーソングライター・山猿の12作目（通算14作目）のデジタルシングル。

## 概要
- 前作「ありがとう」から10ヶ月ぶりのデジタルシングルにして、アルバム『あいことば6』からの先行シングル。

## 収録曲
1. じゃあね… [4:33]
作詞・作曲：山猿
編曲：川口圭太
ライブで先行披露されていた楽曲で、片思いをしている全ての人に向けた叶わない恋の歌をテーマに制作された[1]。シングルとしては「赤い糸」以来3作ぶりに打ち込みを多用している。
ミュージック・ビデオはイラストレーターのcasumiが手掛けたリリックムービー仕様となっている[1]。

## 参加ミュージシャン
- 山猿：Vocal

Additional Musician
- 川口圭太：Programming

## 収録アルバム
- あいことば6